# پدمنی راوت
پدمنی راوت (اوریه: ପଦ୍ମିନୀ ରାଉତ، هندی: पद्मिनी राउत، انگلیسی: Padmini Rout؛ زاده: ۵ ژانویه ۱۹۹۴) یک شطرنج‌باز هندی است. او دارای عناوین استاد بین‌المللی و استاد بزرگ زن از فدراسیون بین‌المللی شطرنج است. او پنج بار پیاپی از سال ۲۰۱۴ تا ۲۰۱۷ و بار دیگر در سال ۲۰۲۳ قهرمان مسابقات قهرمانی برتر بانوان هند شد و در سال ۲۰۱۸ قهرمان بانوان آسیا شد.
راوت در سال ۲۰۰۷ برنده جایزه ورزشی بیجو پتنایک و در سال ۲۰۰۹ برنده جایزه ایکلاویا شده است.

## شغلی
در سال 2005 راوت اولین عنوان ملی خود را در دختران زیر 11 سال در ناگپور، مهاراشترا به دست آورد. او در سال 2006 هم قهرمان دختران زیر 13 سال هند و هم قهرمان دختران زیر 12 سال آسیا شد.  راوت در سال 2008 قهرمان بخش دختران زیر 14 سال قهرمانی شطرنج قهرمانی آسیا و قهرمانی جوانان جهان شد. سال بعد در مسابقات قهرمانی دختران نوجوانان آسیا (زیر 20 سال) اول شد.  در سال 2010، او در مسابقات قهرمانی نوجوانان دختر هند (U19) قهرمان شد و مدال برنز را در مسابقات قهرمانی نوجوانان دختران آسیایی  و جهان کسب کرد.
او در مسابقات قهرمانی انفرادی زنان آسیا 2011 به مقام‌های دوم تا ششم رسید  و در سال 2018 برنده آن شد. راوت در سال 2014،  2015، 2016 و 2017 قهرمان زنان هند شد. در سال 2015، او همچنین قهرمان زنان کشورهای مشترک المنافع شد.
راوت برای تیم ملی هند در المپیاد شطرنج زنان ، قهرمانی شطرنج تیمی زنان جهان و قهرمانی شطرنج تیمی زنان آسیا بازی کرد. او در المپیاد شطرنج زنان سال 2014 در ترومسو، نروژ؛ یک مدال طلای انفرادی را در بازی روی تخته ذخیره کسب کرد.  او بخشی از تیم زنان هند در المپیادهای بعدی شطرنج در سال 2016 در باکو، آذربایجان و سال 2018 در باتومی، گرجستان بوده است. او بخشی از دومین تیم زنان هند در المپیاد شطرنج 2022 در چنای، هند بود و در تخته دوم بازی می کرد. این تیم هشتم شد.

## زندگی شخصی
بارامباگاره، کتک، اودیشا شد، او تحصیلات خود را از D.A.V. مدرسه دولتی، چندرشیکھرپور گذراند و در رشته بازرگانی از کالج بکشی جگبندھو بدیادھر در بهبنیسور، اودیشا فارغ التحصیل شد. در 28 ژانویه 2024، پدمنی با جیکشن منکانی در بهبنیسور ازدواج کرد.

## دستاوردها
1. اولین قهرمانی ملی دختران زیر 11 سال خود را در سال 2005 در ناگپور به دست آورد و همچنین قهرمان دختران زیر 13 سال در کلکته شد.
2. مدال طلای انفرادی تخته ذخیره در المپیاد ترومسو 2014 زنان
3. مدال طلا زنان قاره آسیا 2018
4. چهار بار متوالی قهرمان ملی بانوان (2014-2017)
5. طلا در بلیتز، نقره در هر دو فرمت سریع و کلاسیک در جام ملت های آسیا 2014 برای تیم هند
6. طلا در بلیتز، نقره در سریع و برنز در فرمت کلاسیک در جام ملت های آسیا 2018 برای تیم هند
7. طلا در دختران زیر 12 سال آسیا و دختران زیر 14 سال به ترتیب در سال 2006 و 2008.
8. طلا در دختران نوجوانان آسیایی (زیر 20 سال) در سال 2009 و برنز در سال 2010.
9. طلا در زنان مشترک المنافع در سال 2015.
10. طلا در جوانان زیر 14 سال جهان در سال 2008.
11. برنز در نوجوانان جهان 2010.
12. برنز مسابقات برق آسای زنان قاره آسیا در سال 2017.
13. برنز بازی های داخل سالن آسیا در راپید برای تیم هند در سال 2017.
14. برنده ملی نوجوانان دختر در سال 2010.
15. جایزه ورزشی بیجو پاتنایک برای سال 2007.
16. برنده جایزه ایکلاویا در سال 2009.[۱۵]

## مراجع
1. ↑  "Rout Padmini chess games and profile - Chess-DB.com". chess-db.com. Archived from the original on 26 August 2016. Retrieved 2019-11-22.
2. ↑  Padmini, Rout, ratings.fide.com, access-date 2024-02-28
3. ↑  "Padmini Rout becomes five times National Women champion by convincingly clinching the 49th edition - ChessBase India". www.chessbase.in. 2023-07-11. Retrieved 2024-02-06.
4. ↑  "Padmini Rout is the new Women's Asian Continental Champion! - ChessBase India". www.chessbase.in. 2018-12-18. Retrieved 2024-02-06.
5. ↑  "Archived copy" (PDF). Archived from the original (PDF) on 20 August 2014. Retrieved 23 April 2012.{{cite web}}:  نگهداری یادکرد:عنوان آرشیو به جای عنوان (link)
6. ↑  Akbarinia, Arash (2008-07-24). "Asian Youth Championship in Teheran". ChessBase. Retrieved 22 February 2016.
7. ↑  "Negi disappoints but Padmini wins bronze - Times of India". The Times of India. 2010-08-17. Retrieved 2019-11-01.
8. ↑  "17th Asian Continental Chess Championships (2nd Manny Pacquiao Cup)". chess-results.com. Retrieved 2019-08-08.
9. ↑  "Abhijeet Gupta wins Commonwealth Chess Championship". Delhi Chess Association. 2015-06-30. Archived from the original on 4 March 2016. Retrieved 22 February 2016.
10. ↑  "Asian Nations Cup: Team India bags four medals! – All India Chess Federation | Official Website". Retrieved 2019-08-08.
11. ↑  "Women". www.bakuchessolympiad.com. Retrieved 2019-08-08.
12. ↑  "India - The 43rd Chess Olympiad, Batumi 2018 Georgia". batumi2018.fide.com (به انگلیسی). Retrieved 2019-08-08.
13. ↑  "Odisha Chess Icon Padmini Rout Ties the Knot in Grand Ceremony - Odisha Bhaskar English" (به انگلیسی). 2024-01-29. Retrieved 2024-02-06.
14. ↑  "The 'Indian Chess Queen' Padmini Rout turns 25 - ChessBase India". www.chessbase.in. 5 January 2019. Retrieved 2019-11-22.

## لینک های خارجی
- پدمنی راوت ریتینگ در فیده
- بازی‌های شطرنج Padmini Rout در 365Chess.com
- نمایه و بازی‌های پدمنی راوت در Chessgames.com

| جوایز و دستاوردها     | جوایز و دستاوردها             | جوایز و دستاوردها       |
| --------------------- | ----------------------------- | ----------------------- |
| پیشین: وو تی کیم فونگ | قهرمان شطرنج بانوان آسیا 2018 | پسین: دینارا سادواکاسوا |
| پیشین: دیویا دشموک    | قهرمان ملی شطرنج بانوان 2023  | پسین: پی.وی. ناندیدها   |

الگو:Indian woman grandmasters